# John Brisker
John Brisker (Detroit, 15 giugno 1947 – ... scomparso nel 1978, dichiarato legalmente morto il 29 maggio 1985) è stato un cestista statunitense, professionista nella NBA e nella ABA.

## Carriera
Ala-guardia di 195 cm, giocò nella squadra dell'Università di Toledo in Ohio. Seguendo la sua carriera in college Brisker giocò come giocatore professionista sei stagioni: tre stagioni nell'American Basketball Association (ABA) e altre tre nell'NBA. Dal 1969 fino al 1972 giocò nei Pittsburgh Pipers e nei Pittsburgh Condors dell'ABA, partecipando due volte all'All-Star Game. Dal 1973 al 1975 giocò nei Seattle SuperSonics nell'NBA.
Durante un viaggio in Africa nel 1978 fu invitato come ospite dal presidente dell'Uganda Idi Amin Dada. Una delle ipotesi della sua scomparsa, è che sia stato ucciso da una squadra militare, avendo seguito il governo di Idi Amin Dada anche nella sua caduta.

## Statistiche

### ABA-NBA

#### Regular Season
| Anno            | Squadra                  | PG  | PT | MP   | TC%  | 3P%  | TL%  | RP  | AP  | PRP | SP  | PP   |
| --------------- | ------------------------ | --- | -- | ---- | ---- | ---- | ---- | --- | --- | --- | --- | ---- |
| 1969-1970       | Pittsburgh Pipers (ABA)  | 77  |    | 28,2 | 46,1 | 29,3 | 82,7 | 5,7 | 1,7 |     |     | 21,0 |
| 1970-1971       | Pittsburgh Condors (ABA) | 79  |    | 39,1 | 45,5 | 33,7 | 82,9 | 9,7 | 2,9 |     |     | 29,3 |
| 1971-1972       | Pittsburgh Condors (ABA) | 49  |    | 42,1 | 45,8 | 31,4 | 86,7 | 9,1 | 4,1 |     |     | 28,9 |
| 1972-1973       | Seattle S.Sonics (NBA)   | 70  |    | 23,3 | 43,5 |      | 82,2 | 4,6 | 2,1 |     |     | 12,8 |
| 1973-1974       | Seattle S.Sonics         | 35  |    | 20,5 | 44,9 |      | 82,0 | 4,2 | 1,6 | 0,8 | 0,2 | 12,5 |
| 1974-1975       | Seattle S.Sonics         | 21  |    | 13,1 | 42,6 |      | 85,7 | 1,6 | 0,9 | 0,3 | 0,1 | 7,7  |
| Carriera ABA    | Carriera ABA             | 205 |    | 35,7 | 45,8 | 32,1 | 83,7 | 8,1 | 2,7 |     |     | 26,1 |
| Carriera NBA    | Carriera NBA             | 126 |    | 20,8 | 43,8 |      | 82,6 | 4,0 | 1,8 | 0,6 | 0,2 | 11,9 |
| Carriera Totale | Carriera Totale          | 331 |    | 30,1 | 45,3 | 32,1 | 83,4 | 6,5 | 2,4 | 0,6 | 0,2 | 20,7 |

#### Massimi in carriera
Regular Season
- Massimo di punti in ABA: 53 vs Indiana Pacers (12 novembre 1970)
- Massimo di punti in NBA: 47 vs Kansas City-Omaha Kings (25 novembre 1973)
- Massimo di rimbalzi in ABA: 24 vs Carolina Cougars (24 gennaio 1971)
- Massimo di rimbalzi in NBA: 14 (3 volte)
- Massimo di assist in ABA: 9 vs Indiana Pacers (21 marzo 1972)
- Massimo di assist in NBA: 6 (5 volte)
- Massimo di palle rubate in NBA: 6 vs Los Angeles Lakers (9 novembre 1973)*
- Massimo di stoppate in NBA: 2 (2 volte)*

(* Le statistiche di queste categorie vennero registrate solo dalla stagione NBA 1973-1974)

## Palmarès
- ABA All-Rookie Team (1970)
- All-ABA Team: 1

Second Team: 1971
- ABA All-Star Game: 2

1971, 1972
- Quarto migliore marcatore di sempre per punti a partita ABA (26,1 punti a partita)
- Cinquantunesimo miglior marcatore di sempre ABA
- Decima più alta percentuale di tiri liberi realizzati della storia nell'ABA: (0.837)